# Ljudmyla Volodymyrivna Rudenko
Ljudmyla Volodymyrivna Rudenko (in ucraino Людми́ла Володи́мирівна Руде́нко?; in russo Людмила Владимировна Руденко?, Ljudmila Vladimirovna Rudenko; Lubny, 27 luglio 1904 – Leningrado, 4 marzo 1986) è stata una scacchista sovietica, campionessa del mondo tra il 1950 e il 1953.
Nacque nell'oblast' di Poltava in Ucraina, al tempo parte dell'Impero russo; imparò a giocare all'età di dieci anni, sebbene fosse inizialmente più interessata nel nuoto. Si laureò in economia ad Odessa, diventando anche campionessa cittadina nei 400 metri rana.
Si trasferì a Leningrado, dove sposò lo scienziato Lev Goldstein, con il quale ebbe un figlio nel 1931; nel 1925 aveva cominciato a partecipare a tornei di scacchi, e nel 1929 iniziò ad allenarsi con il maestro Pëtr Romanowskij. Durante la seconda guerra mondiale organizzò un treno per evacuare dei bambini dall'assedio di Leningrado.
Dopo la morte della campionessa mondiale Vera Menchik, avvenuta nel 1944, la FIDE organizzò nel 1950 un torneo tra 16 giocatrici per stabilire la nuova campionessa; Rudenko vinse il torneo, conservando il titolo fino al successivo campionato mondiale, nel 1953, quando fu battuta da Elisaveta Bykova. Nel 1956, l'ex campionessa partecipò ad un altro campionato mondiale, svoltosi come un triangolare tra lei, la nuova campionessa e Olga Rubtsova, finendo tuttavia ultima.
Nel 1950 le fu assegnato il titolo di Maestro Internazionale, mentre nel 1976 quello di Grande Maestro Femminile; nel 1953 vinse il campionato sovietico femminile.